# Friedrich Hiller (Mediziner)
Friedrich Hiller, auch Frederick Hiller, (* 20. April 1891 in Zittau; † 28. Juni 1953 in Evanston (Illinois))  war ein deutscher Neurologe.
Hiller war der Sohn von Bertha geborene Freund (1869–1942) und Gustav Hiller, dem Gründer der Phänomen-Werke in Zittau. Er studierte Medizin in München, Rostock, Berlin, Freiburg und Leipzig. 1917 verteidigte er seine Dissertation zum Thema Die Behandlung von Bauchverletzungen im Kriege: Aus einem sächsischen Feldlazarett im Westen an der Universität München. Danach spezialisierte er sich auf Neurologie und Psychiatrie, war Assistent von Spielmann in München und ab 1923 an der Neurologischen Klinik in München. 1927 habilitierte er sich mit einer Arbeit über den Einfluss von Fett und Esterasen auf die Degeneration des zentralen Nervensystems und wurde Privatdozent. Im selben Jahr wurde er Assistant Professor an der University of Chicago, was er bis 1929 blieb. Er wurde ordentlicher Professor für Neurologie an der Universität München. 1938 ging er in die Schweiz nach Genf und 1941 in die USA als Assistant Professor an der Northwestern University (Abteilung Nervous and Mental Diseases), an der er 1948 Associate Professor wurde. Im Zweiten Weltkrieg untersuchte er bei den Amerikanern Verletzungen des peripheren Nervensystems und die Rolle des mesodermen Gewebes in der Nervenregeneration. Neben seiner Universitätslehre hatte er eine ausgedehnte neuro-psychiatrische Praxis.
Er befasste sich insbesondere mit der Blutversorgung von Gehirn und Rückenmark.
Er war Mitarbeiter am Handbuch der inneren Medizin, Band 5, 3. und 4. Auflage (Abschnitt Organische Nervenkrankheiten, 3. Auflage, 1939, Rückenmark, 4. Auflage 1953).

## Schriften
- Friedrich Müller, Friedrich Hiller, Hugo Spatz (Hrsgb.): Neurologische Wandtafeln: zum Gebrauch im klinischen, anatomischen und physiologischen Unterricht. Erläuterungen zur zweiten Lieferung Tafel XI-XX. 2., neubearbeitete Auflage der Incones neurologicae. J. F. Lehmanns, München 1928.
- Die Zirkulationsstörungen des Rückenmarks und Gehirns. In: Ernst Grünthal, Friedrich Hiller, Otto Marburg: Traumatische, präsenile und senile Erkrankungen, Zirkulationsstörungen. Julius Springer, Berlin 1936. S. 178–465 (Oswald Bumke, Otfrid Foerster (Hrsg.): Handbuch der Neurologie. Band 11 Spezielle Neurologie)
- The vascular syndromes of the basilar, and vertebral arteries and their braches. The Journal of Nervous and Mental Disease 116(6) 1952. S. 988–1016.